# Loxophlebia ducallis
Loxophlebia ducallis là một loài bướm đêm thuộc phân họ Arctiinae, họ Erebidae.